# Seison Maeda
Seison Maeda (前田 青邨 Maeda Seison?, 27 de enero de 1885 — 29 de octubre de 1977) fue el nombre artístico de un pintor de los periodos Taishō y Shōwa de Japón. Su nombre legal era Renzō Maeda. Se le considera uno de los más grandes pintores japoneses contemporáneos y uno de los líderes del movimiento nihonga.

## Biografía
Maeda nació en la actual ciudad de Nakatsugawa, prefectura de Gifu, en 1885. Su madre murió cuando él tenía 13 años, y se trasladó a Hongō, en Tokio, con su padre. En 1901, gracias a la recomendación de Ozaki Kōyō, Maeda se matriculó en la escuela de arte dirigida por Kajita Hanko, de quien recibió el nombre de «Seison» en 1902. Conoció y entabló amistad con su compañero de estudios Kobayashi Kokei, cuya obra influyó en muchos de los primeros cuadros de Maeda.
Maeda fue miembro del grupo artístico Kojikai desde 1907, y de la Academia de Bellas Artes de Japón (Teikoku Bijitsuin) desde 1914. Visitó Corea en 1915 y China en 1919. Bajo el patrocinio de la Academia de Bellas Artes de Japón, visitó Europa en 1922, recorriendo Roma, Florencia, París y Londres durante casi un año. Aunque quedó muy impresionado por los frescos del maestro renacentista italiano Giotto en Asís, Maeda se mantuvo fiel a los estilos tradicionales Yamato-e y Rimpa de la pintura japonesa, y llegó a ser conocido por sus acuarelas de temas históricos, principalmente retratos. Sin embargo, Maeda trabajó en diversos géneros, como bodegones y paisajes.
Una de sus obras más importantes, Yoritomo en una cueva, representa al líder samurái medieval Minamoto no Yoritomo escondido en una cueva de Izu con siete de sus criados de confianza tras su derrota ante el clan Heike en la batalla de Ishibashiyama. La obra se terminó en 1929 y ganó el prestigioso Premio Asahi en 1930. Actualmente se exhibe en el museo Okura Shukokan, propiedad de los hoteles Okura de Tokio. También fue motivo de un sello postal emitido por el gobierno japonés en 1982, como parte de una serie en honor del arte moderno japonés. Maeda ingresó en la Academia Imperial de Arte en 1937. En 1943 realizó una gira por Manchukuo y el norte de China bajo el patrocinio del gobierno japonés. En 1944, Maeda fue nombrado pintor de cámara de la Agencia de la Casa Imperial, y enseñó pintura a la emperatriz Kōjun.
En 1946, Maeda se convirtió en jurado oficial de las exposiciones anuales de arte de Japón (Nitten). También fue profesor en la Universidad Nacional de Bellas Artes y Música de Tokio desde 1950 hasta su jubilación en 1959.
Maeda recibió la Orden de la Cultura y fue nombrado Persona de Mérito Cultural en 1955. En 1967, fue seleccionado para ayudar en los trabajos de restauración de los frescos de la Sala Kondo del templo de Hōryū-ji, en Nara, junto con Yasuda Yukihiko.
Su obra fue seleccionada para decorar la sala Shakkyō-no-Ma del nuevo Palacio Imperial de Tokio. El gran cuadro se terminó en 1955. Representa a un bailarín león esperando la entrada de la obra Nō «Shakkyō» (石橋 «puente de piedra»). Se trata de una obra de quinta categoría (kiri-nō) que incluye la danza del león (shishimai).  En la década de 1970 se añadieron a ambos lados del cuadro de la bailarina león dos piezas también de su autoría que representaban camelias japonesas, llamadas «Shiro-botan», en blanco, y «Beni-botan», en rojo.  
En 1972, a pesar de su avanzada edad, fue seleccionado como la persona más adecuada para colaborar en los trabajos de restauración y conservación de los antiguos frescos del túmulo de Takamatsuzuka. En 1974, Maeda recibió el encargo del Papa Pablo VI de pintar un cuadro de Hosokawa Gracia para los Museos Vaticanos.
Después de que la casa de Maeda fuera destruida por el bombardeo de Tokio durante la Segunda Guerra Mundial, Maeda se trasladó a Kamakura, donde vivió a la vista de la estación de Kita-Kamakura desde 1945 hasta su muerte en 1977 a la edad de 92 años. Su tumba es una pagoda de piedra blanca de 13 pisos en el templo de Tōkei-ji, en Kamakura.

## Énlaces externos
- Esta obra contiene una traducción  derivada de «Seison Maeda» de Wikipedia en inglés, publicada por sus editores bajo la Licencia de documentación libre de GNU y la Licencia Creative Commons Atribución-CompartirIgual 4.0 Internacional.

- Datos: Q3477943
- Multimedia: Seison Maeda / Q3477943